# Kamin, Ovruci
Kamin (în ucraineană Камінь) este un sat în comuna Velîka Cernihivka din raionul Ovruci, regiunea Jîtomîr, Ucraina.

## Demografie
Componența lingvistică a localității Kamin
     Ucraineană (100%)
Conform recensământului din 2001, toată populația localității Kamin era vorbitoare de ucraineană (100%).